# Torpeda G7e
Torpeda G7e (niem. Torpedo G7e) – niemiecka torpeda ciężka kalibru 533 milimetry będąca podstawową torpedą niemieckich okrętów podwodnych podczas II wojny światowej. 
Torpeda G7e napędzana była zasilanym z baterii silnikiem elektrycznym z głowicą zawierającą ładunek 280 kilogramów materiału Schießwolle 36. Powstała na bazie parogazowej torpedy G7a jako „aparat numer 20” z desygnacją G7e T2. W toku rozwoju powstawały kolejne wersje pocisku, aż do naprowadzanej przewodowo T10.
Amerykańska torpeda Mark 18, która weszła do uzbrojenia United States Navy w 1943, była kopią niemieckiej torpedy G7e.